# Cirrhorheuma
Cirrhorheuma är ett släkte av fjärilar. Cirrhorheuma ingår i familjen mätare.
Kladogram enligt Catalogue of Life:
| Cirrhorheuma | \| \| Cirrhorheuma androconiata \| \| \| \| \| \| Cirrhorheuma pallidimargo \| \| \| \| \| \| Cirrhorheuma trossula \| \| \| \| |
|              | \| \| Cirrhorheuma androconiata \| \| \| \| \| \| Cirrhorheuma pallidimargo \| \| \| \| \| \| Cirrhorheuma trossula \| \| \| \| |
|              | Cirrhorheuma androconiata |
|              | |
|              | Cirrhorheuma pallidimargo |
|              | |
|              | Cirrhorheuma trossula |
|              | |